# Liberman Agámez
Liberman Cristhofer Agámez Urango (15 febbraio 1985) è un pallavolista colombiano, opposto dell'Hatta.

## Carriera
La carriera di Liberman Agámez inizia nel 2001, quando entra a far parte della formazione provinciale della Valle del Cauca, prendendo parte ai tornei amatoriali colombiani. Nella stagione 2004-05 firma il suo primo contratto all'estero, approdando in Grecia, dove partecipa alla Α1 Ethnikī col Nikaia; nel 2005 riceve le prime convocazioni nella nazionale colombiana, vincendo la medaglia d'argento ai XV Giochi Bolivariani. Nella stagione seguente è sempre nella massima divisione ellenica, ma questa volta difendendo i colori del Pagrati, club di Atene.
Nel campionato 2006-07 inizia una lunga militanza con un altro club capitolino, il Panathīnaïkos: in quattro annate si aggiudica tre edizioni della Coppa di Grecia, venendo eletto MVP in due finali, e una Supercoppa greca; raggiunge inoltre in ambito nazionale per quattro volte le finali scudetto, mentre in ambito internazionale la finale della Coppa CEV 2008-09, torneo nel quale viene premiato come miglior giocatore e miglior realizzatore.
Nella stagione 2010-11 si trasferisce in Turchia, dove prende parte alla Voleybol 1. Ligi con l'Arkas di Smirne: vi milita per tre annate, raggiungendo diverse finali e vincendo la Coppa di Turchia 2010-11 e lo scudetto 2012-13, che lo vede assoluto protagonista, vincendo i premi di miglior giocatore, realizzatore e attaccante del torneo.
Nel campionato 2013-14 approda in Corea del Sud agli Hyundai Skywalkers, club impegnato in V-League, raggiungendo la finale scudetto e venendo eletto miglior giocatore del 3º round di campionato; poco dopo l'inizio del campionato seguente, precisamente nel novembre 2014, è invece vittima di un infortunio, che lo costringe a lasciare la formazione sudcoreana e saltare il resto dell'annata; torna però in campo nel maggio 2015, giocando con la nazionale le qualificazioni sudamericane alla Coppa del Mondo, venendo premiato per l'ennesima volta come miglior giocatore del torneo.
Nella stagione 2015-16, facendo ritorno in Turchia, questa volta per vestire la maglia del Galatasaray; nella stagione seguente torna invece in Grecia, difendendo i colori dell'Olympiakos, col quale vince la Coppa di Grecia e la Coppa di Lega.
Nel campionato 2017-18 inizia l'annata col Paykan, nella Super League iraniana, prima di trasferirsi in Portogallo allo Sporting Lisbona, vincendo lo scudetto in Primeira Divisão. Nel campionato successivo torna in Corea del Sud, selezionato attraverso il draft dal Woori Card Wibee; nel 2018, con la nazionale, vince la medaglia d'argento ai XXIII Giochi centramericani e caraibici.

## Palmarès

### Club
- Campionato turco: 1

2012-13
- Campionato portoghese: 1

2017-18
- Coppa di Grecia: 4

2006-07, 2007-08, 2009-10, 2016-17
- Coppa di Turchia: 1

2010-11
- Coppa di Lega: 1

2016-17
- Supercoppa greca: 1

2006

### Nazionale (competizioni minori)
- Giochi Bolivariani 2005
- Giochi centramericani e caraibici 2018

### Premi individuali
- 2008 - Coppa di Grecia: MVP
- 2009 - Coppa CEV: MVP
- 2009 - Coppa CEV: Miglior realizzatore
- 2010 - Coppa di Grecia: MVP
- 2013 - Voleybol 1. Ligi: MVP
- 2013 - Voleybol 1. Ligi: Miglior realizzatore
- 2013 - Voleybol 1. Ligi: Miglior attaccante
- 2014 - V-League: MVP 3º round
- 2015 - Qualificazioni sudamericane alla Coppa del Mondo: MVP
- 2018 - Giochi centramericani e caraibici: Miglior realizzatore
- 2019 - V-League: MVP 3º round
- 2019 - V-League: MVP 4º round
- 2019 - V-League: Miglior opposto
- 2021 - Campionato sudamericano: Miglior opposto